# Robert Malval
Robert Malval (* 11. Juli 1943 in Port-au-Prince) ist ein haitianischer Politiker.

## Leben
Malval absolvierte ein Studium der Politikwissenschaften in den USA und Frankreich und von Beruf Unternehmer und Verleger. Er wurde am 30. August 1993 als Nachfolger von Marc Bazin von Staatspräsident Jean-Bertrand Aristide zum Premierminister von Haiti ernannt. Er bekleidete dieses Amt bis zu seinem Rücktritt am 8. November 1994, woraufhin Smarck Michel sein Nachfolger wurde.

## Veröffentlichung
- L’année de toutes les duperies, Port-au-Prince, 1996